# Huadian
Huadian, tidigare stavat Hwatien, är en stad på häradsnivå som lyder under Jilins stad på prefekturnivå i Jilin-provinsen i nordöstra Kina. Den ligger omkring 170 kilometer sydost om provinshuvudstaden Changchun. 